# Pljučno srce
Pljučno srce, tudi pulmonalno srce ali cor pulmonale, je srce s hipertrofičnim desnim prekatom, ki nastane zaradi bolezni pljuč (kot je pulmonalna stenoza) ali njihovih arterij (pljučna hipertenzija). Hipertrofija desnega prekata je prilagoditveni mehanizem zaradi dolgotrajnega povečanja v krvnem tlaku v pljučni arteriji (ki izvira iz desnega prekata in vodi proti pljučem). Posamezne celice srčne mišičnine se povečajo, da omogočijo povečano kontraktilno moč, ki je potrebna za iztiskanje krvi v pljučno arterijo s povečano upornostjo. Gre za kronično obliko pljučnega srca. Pri akutni obliki pljučnega srca pride zaradi kratkotrajnega povečanja tlaka v pljučni arteriji zlasti do dilatacije (razširjenja) prekata.

## Znaki in simptomi
Znaki in simptomi pljučnega srca so lahko nespecifični, odvisni od napredovalosti bolezni. Lahko so posledica zastajanja krvi v venskem sistemu, vključno z jetrno veno. Ob napredovanju bolezni se pri večini bolnikov pojavijo simptomi, med katere spadajo:
- zasoplost
- piskanje v pljučih
- cianoza
- trebušna vodenica (ascites)
- zlatenica
- hepatomegalija
- povišan jugularni venski tlak
- tretji srčni ton
- retrakcija medrebrnih mišic
- prisotnost nenormalnih srčnih tonov